# اسویرل ۳۶۰ (گروه موسیقی)
اسویرل ۳۶۰ (به انگلیسی: Swirl 360) یک گروه موسیقی است که توسط دو برادر دوقلو دنی اسکات و کنی اسکات تشکیل شده‌است. ترانه‌های آن‌ها در فیلم‌هایی چون هنوز یادم است تابستان پیش چه کردی، داستان‌های زمان خواب (فیلم ۲۰۰۸)، جک فراست (فیلم ۱۹۹۸) استفاده شده‌است.

## آلبوم‌ها
Ask Anybody 1998
EP 2002
California Blur 2004
Echoes From The Past ۲۰۱۰
۲۰۱۰ ۴
Best & B-sides ۲۰۱۰